# Червоний штат
«Червоний штат» (англ. Red State) — американський трилер, драма і фільм жахів  режисера Кевіна Сміта. Прем'єра фільму відбулася 23 січня 2011 року в Сполучених Штатах. У США фільм не мав широкого прокату, з 1 вересня він доступний на Video on Demand, а 18 жовтня відбувся реліз фільму на DVD.

## Сюжет
Троє хлопців через Мережу знайомляться для утіх із дівчатами. Та їх очікувало дуже велике розчарування — замість дівчат на зустрічі виявилися фанатики, що мріють розправитися з усім гріховним у світі. Вони ув'язнили юнаків у приміщенні, де також знаходилася велика кількість зброї. Тепер нещасливим хлопцям загрожує смерть, хоча іноді жага життя допомагає виходити із, здавалося б, абсолютно безнадійних ситуацій.

## В ролях
- Майкл Паркс — пастор Ебін Купер
- Джон Гудмен — агент Джозеф Кінен
- Мелісса Лео — Сара
- Ральф Гармен — Калеб
- Керрі Біше — Шайєнн
- Майкл Ангарано — Тревіс
- Кайл Галлнер — Джаред
- Ніколас Браун — Біллі Рей
- Стівен Рут — шериф Уінен
- Джеймс Паркс — Мордехай
- Кевін Поллак — Брукс

## Історія створення
Кевін Сміт оголосив на з'їзді Wizard World Chicago 2006, що його наступним проектом буде фільм у жанрі жахів. У квітні 2007 стало відомо назву фільму — «Червоний штат». Сміт розповів, що прототипом головного героя став американський пастор Фред Фелпс.
Сміт знімав і паралельно монтував фільм і тому 30 жовтня 2010 зміг показати його акторам і знімальній групі на вечірці, присвяченій закінченню зйомок. Фільм йде 82 хвилини, з титрами — 88 хвилин. Сміт привіз «Червоний штат» на кінофестиваль «Санденс» в кінці січня 2011 року.
У листопаді та грудні 2010 були випущені тизер-постери персонажів фільму.
Сміт не зміг знайти прокатника для свого фільму і тому після показу картини на «Санденсі» оголосив публіці, що сам планує випустити фільм. 5 березня 2011 почався тур по Північній Америці, а 19 жовтня «Червоний штат» був випущений компанією Сміта Smodcast Pictures.

## Критика
|                     | Я просто торчу від цього фільму! Оригінальний текст (англ.) I fucking love this movie! |
| — Квентін Тарантіно |                                                                                        |

Фільм отримав змішані відгуки кінокритиків. На Rotten Tomatoes 58 % рецензій є позитивними, середній рейтинг становить 5,9 з 10.

## Факти
- Фільм отримав два призи на Каталонському кінофестивалі — за найкращий фільм (Кевін Сміт) і за найкращу чоловічу роль (Майкл Паркс).
- Фільм увійшов в десятку найкращих за 2011 рік на думку Квентіна Тарантіно.